# Крюков Микола Васильович
Микола Васильович Крюков (нар. 4 грудня 1902, Уч Кую — пом. 11 травня 1974, Запоріжжя) — український радянський графік і мистецтвознавець; член Спілки радянських художників України.

## Біографія
Народився 4 грудня 1902 року в селищі Уч Кую (нині місцевість Учкуєвка Нахімовського району Севастополя). Упродовж 1922—1925 років навчався у Запорізькій художній професійній школі, де його викладачами були О. Крюкова, М. Куліченко, В. Невський; у 1925—1930 роках — у Вищому художньо-технічному інституті у Москві у Володимира Фаворського, Лева Бруні, Павла Павлинова, Миколи Піскарьова.
Жив у Запоріжжі, в будинку на вулиці Жуковського № 78, квартира № 19. Помер у Запоріжжі 11 травня 1974 року

## Творчість
Працював в галузі станкової графіки, створював акварельні пейзажі, натюрморти, портрети. Серед робіт:
- «Вікно. Багно» (1943);
- «Натюрморт зі старими книгами» (1947);
- «Дніпрогес. Біля шлюзу» (1948);
- «Дід Омелько» (1950);
- «Портрет тракториста» (1950);
- «Десятикласник» (1951);
- «Запоріжжя. Квітневі присмерки» (1951);
- «Тарілка черешень» (1955);
- «Кирилівка. Вітряний день» (1957);
- «Гранати» (1958);
- «Весняний натюрморт» (1958);
- «Набережна в Бердянську (1959);
- «Осінні плоди» (1958);
- «Гарбузи та глечик» (1960-ті);
- «Вітряний день» (1960);
- «Прапороносець» (1960);
- «Яблука» (1961);
- «Кактус» (1962);
- «Груші та сливи» (1965);
- «Сільський натюрморт» (1967);
- «Гарбуз і айва» (1968);

серії
- «В Забайкальській тайзі» (1941—1943);
- «Наші запорожці» (1966—1968).

Брав участь у всеукраїнськиї, всесоюзних мистецьких виставках з 1930-х років. Персональна виставка відбулася у Запоріжжі у 1963 році. 
Виступав із статтями про творчість художників.